# Jamaicaduva
Jamaicaduva (Patagioenas caribaea) är en fågel i familjen duvor inom ordningen duvfåglar.

## Utseende och läte
Jamaicaduvan är en stor (41 cm) grå och brun duva. Ovansidan är blågrå, huvudet och undersidan skärbrun med blågrå halsfläck och ett svart band tvärs över stjärtens övre del. Den har vidare rött öga och röd ögonring. Honan är mer dämpad i färgerna än hanen och ungfågeln är brungrå med rödaktiga fjäderkanter på vingovansidan och orangerött på huvud och undersida. Karibduvan som den delar utbredningsområde med saknar stjärtbandet och har vitt i vingen. Lätet är ett gutturalt "cru-cru-croooo" som faller på slutet. Även upprepade "uhu-cooo" hörs, med betoning på slutet.

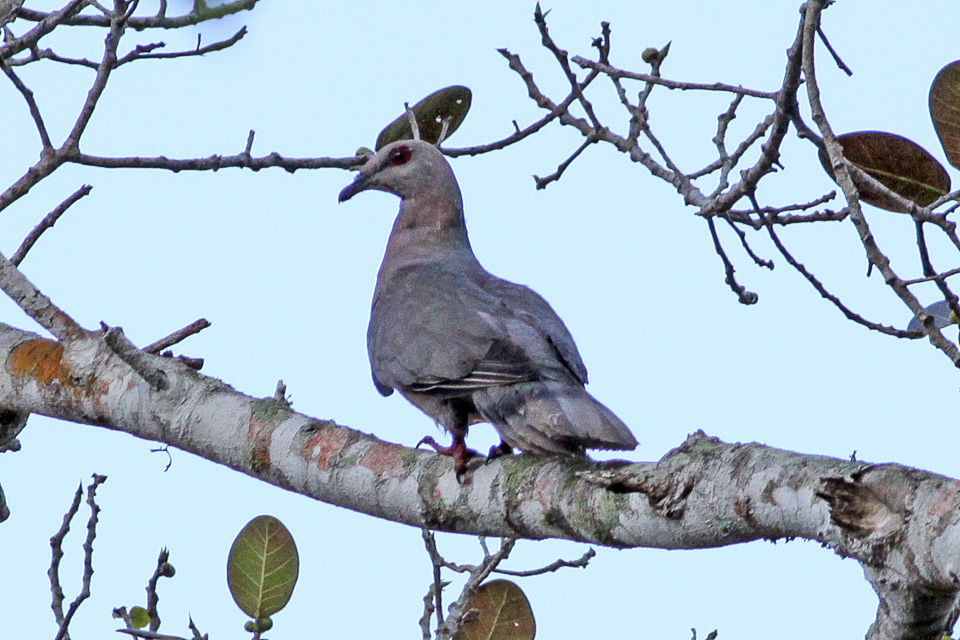

## Utbredning och systematik
Fågeln återfinns enbart på ön Jamaica. Den behandlas som monotypisk, det vill säga att den inte delas in i några underarter.

### Släktestillhörighet
Tidigare inkluderades arterna Patagioenas i Columba, men genetiska studier visar att de amerikanska arterna utgör en egen klad, där Gamla världens arter står närmare släktet Streptopelia.

## Status och hot
Jamaicaduvan har en liten världspopulation bestående av uppskattningsvis endast 2 500–10 000 vuxna individer. Den tros också minska i antal till följd av habitatförlust och jakt. Den är därför upptagen på internationella naturvårdsunionen IUCN:s röda lista över hotade arter, kategoriserad som sårbar (VU).